# Wang Dan
Wang Dan (cinese: 王丹; Pinyin: Wáng Dān; 26 febbraio 1969) è un attivista cinese, è uno dei maggiori esponenti del Movimento democratico cinese e fu fra i leader studenteschi più in vista durante la Protesta di piazza Tiananmen (1989) quando era ancora una matricola universitaria alla Università di Pechino.
È stato poi arrestato e condannato nel 1989 e nel 1995 con l'accusa di cospirare per rovesciare il Partito Comunista Cinese. Rinchiuso in una prigione di Liaoning, vi rimase per sette anni finché, non potendo più sostenere le pressioni politiche internazionali a suo favore, il governo cinese si vide costretto ad espellerlo verso gli Stati Uniti (1998). Oggi è presidente della Chinese Constitutional Reform Association.
Giunto a New York, nel 2001 conseguì un master in storia dell'Asia orientale presso l'Università di Harvard dove sta studiando per il Ph.D.. Oggi è *visiting scholar* dell'Università di California Los Angeles (UCLA).
Una intervista di Wang è stata raccolta nel documentario The Beijing Crackdown e nel film Moving the Mountain che raccontano le proteste di piazza Tiananmen.  Shen Tong gli ha, inoltre, dedicato grande spazio nel suo libro Almost a Revolution.